# Дашкевич Михайло Павлович
Миха́йло Па́влович Дашке́вич (нар. 22 лютого 1940, Вересоч)  — український дипломат, Надзвичайний і Повноважний Посол України.

## Біографія
Народився 22 лютого 1940 року Куликівського району на Чернігівщині. У 1963 році закінчив з відзнакою Ки́ївський націона́льний лінгвісти́чний університе́т (КНЛУ)
Володіє іноземними мовами: французькою, англійською, німецькою, російською.
08. 1961 — 08. 1962 — закордонне відрядження до Республіки Малі (перекладач групи радянських спеціалістів-геологів)
З 11.1963 по 08.1965 — служба в армії.
З 08.1965 по 02.1969 — старший перекладач, помічник керівника групи радянських спеціалістів-геологів у Народній Республіці Конго (Браззавіль).
З 08.1969 по 08.1970 — робота в Чернігівському обкомі ЛКСМ України.
З 08.1970 по 06.1973 — робота в Комітеті молодіжних організацій України, ЦК ЛКСМ України.
З 06.1973 по 08.1977 — 2-й секретар, 1-й секретар відділів міжнародних організацій, генерального секретаріату МЗС України.
З 08.1977 по 08.1982 — 2-й секретар Постійного Представництва СРСР/УРСР при Відділенні ООН та інших міжнародних організаціях у Женеві (Швейцарія).
1980 рік — присвоєно дипломатичний ранг 1 секретаря першого класу МЗС СРСР
З 08.1982 по грудень 1988 — керівник справами МЗС України : 1984 рік — присвоєно дипломатичний ранг радника 2-го класу МЗС СРСР
Січень 1989 — переведений до МЗС СРСР
З 03.1988 по 12.1992 — 1-й секретар, завідувач політичного відділу Посольства СРСР в Республіці Бенін.
З грудня 1992 року — по 06.1992 року — 1-й секретар Посольства Росії в Республіці Бенін
З 07.1992 — заступник начальника управління двосторонніх відносин (УДВ) МЗС України
З 05.1993 — член колегії МЗС України.
З 04.1993 —  по грудень 1994 року — начальник управління двосторонніх відносин (УДВ), начальник 1-го територіального управління, начальник управління країн Азійсько-Тихоокеанського регіону, Близького і Середнього Сходу та Африки МЗС УКраїни
З січня 1995 року по 21 жовтня 1999 року — Надзвичайний і Повноважний Посол України в Японії.
З 21.10.1999 по 22 лютого .2004 — Надзвичайний і Повноважний Посол України в Алжирській Народній Демократичній Республіці.
Має найвищий дипломатичний ранг Надзвичайного і Повноважного Посла України, присвоєний Президентом 6 лютого 1995 року
У складі делегації України брав участь у роботі 29, 30, 40, 42 сесій Генеральної Асамблеї ООН, у багатьох міжнародних конференціях під егідою МОП, ЮНКТАД, ЄЕК ООН.

## Нагороди
- Орден «За заслуги» III ступеня (1997)[1],
- Орден Вранішнього Сонця 2-го класу (Японія, 26 квітня 2018)[2].